# Île de Groix (navire)
Pour les articles homonymes, voir Groix (homonymie).
L’Île de Groix est un navire roulier construit en 2008 par Aker Yards Lanester pour le compte du Conseil général du Morbihan. Livré le 21 mai 2008 et mis en service le 1er juin 2008, il est armé par la Compagnie Océane qui l'exploite sur la ligne maritime Lorient - Port Tudy (Île de Groix) avec le Breizh Nevez I.

## Histoire

### Un sister-ship du Bangor
Lors de la conception du Bangor, le Conseil Général du Morbihan décide de la possibilité de lui construire un sister-ship destiné à renouveler rapidement la flotte et à assurer une interopérabilité des navires entre les lignes maritime de Groix et de Belle-Île. Ce projet est néanmoins conditionné par les retours d'expérience du Bangor.
La commande est notifiée au chantier Aker Yards de Lanester en octobre 2006. Afin de rendre le navire plus adapté à la desserte de Groix, quelques modifications sont réalisées. Ainsi, toute la partie avant du navire subit une symétrie pour faciliter le cheminement des passagers, le navire accostant bâbord à quai à Port-Tudy alors que le Bangor accoste tribord à quai à Quiberon comme à Belle-Île. Les bavettes du tablier arrière sont également allongées pour faciliter l'embarquement des poids lourds à Lorient.

### Construction et mise en service
La construction débute dans le courant de l'année 2007. L’Île de Groix est mis à l'eau le 7 février 2008 et conduit au quai d'armement situé à l'embouchure du Scorff. Les essais débutent en mai 2008, le navire est livré le 21 mai 2008.

### Service actif
L’Île de Groix est mis en service le 1er juin 2008. Il remplace le Kreiz er Mor sur la ligne de Lorient à Groix. Ce dernier, pouvant transporter moins de véhicules que l’Acadie, sort de la flotte départementale bien qu'ayant été mis en service 6 ans après. L’Acadie reste donc le navire de réserve de la flotte.

### Accident de 2008
Le 28 juillet 2008, l’Île de Groix est entré en collision avec le Saint Tudy, dans la rade de Lorient. Les causes de cet abordage sont multiples : épais brouillard, horaires des deux bateaux entraînant un croisement de ceux-ci au niveau le moins large de la rade, et des facteurs aggravants comme l’ergonomie des passerelles des deux navires et la diffusion d'émission radiophonique musicale pendant l'ensemble des événements.
Consécutivement à l'abordage, l’Île de Groix s'est échoué et s'est, lors du déséchouage, retrouvé en situation rapprochée avec le navire sablier Côtes de Bretagne. Une manœuvre d'urgence de celui-ci a permis d'éviter un second abordage.
Après réparations, L’Île de Groix a été remis en service et le chantier en a profité pour faire quelques réglages, notamment sur les stabilisateurs anti-roulis.

## Galerie

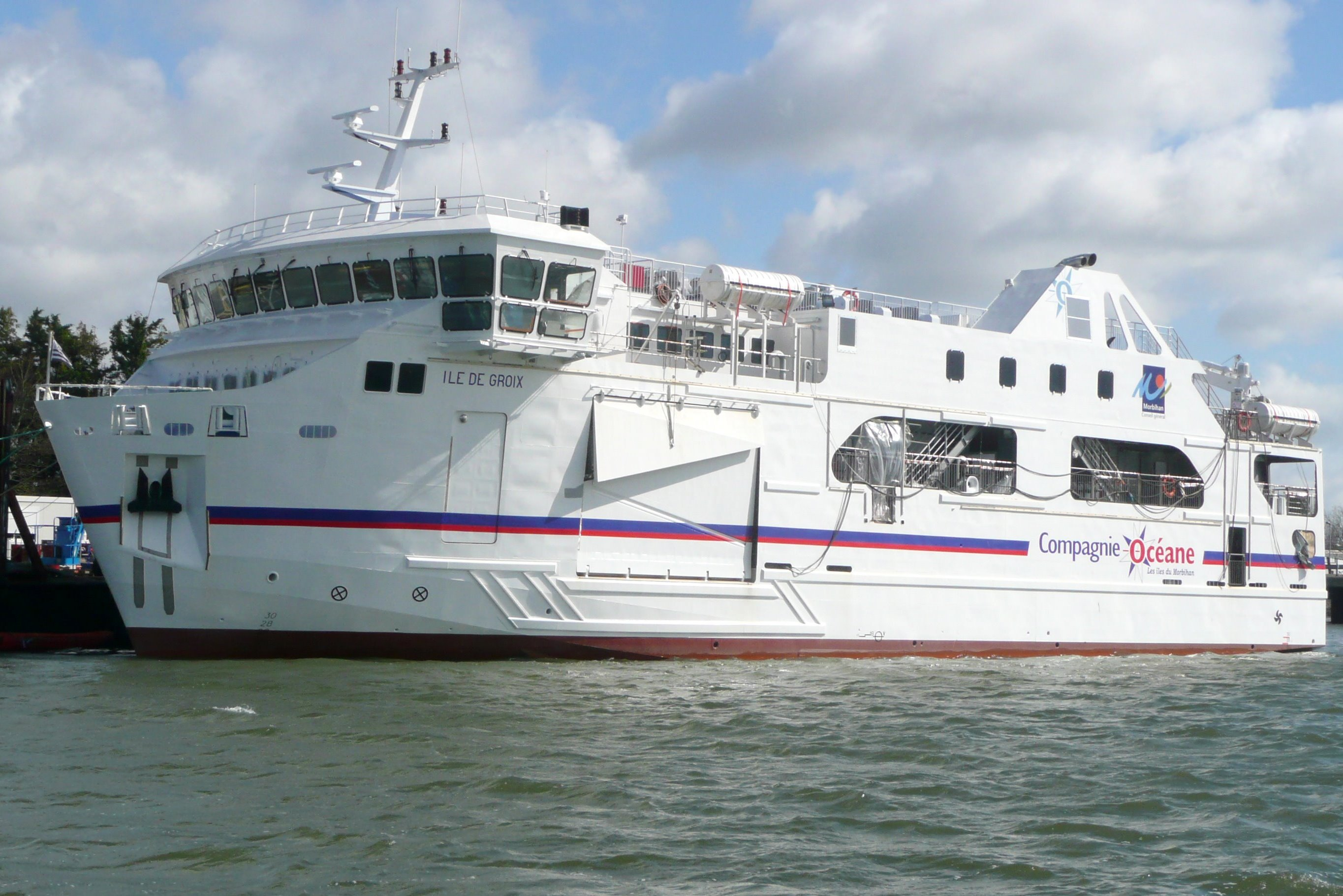
L'Île de Groix au quai d'armement du Rohu
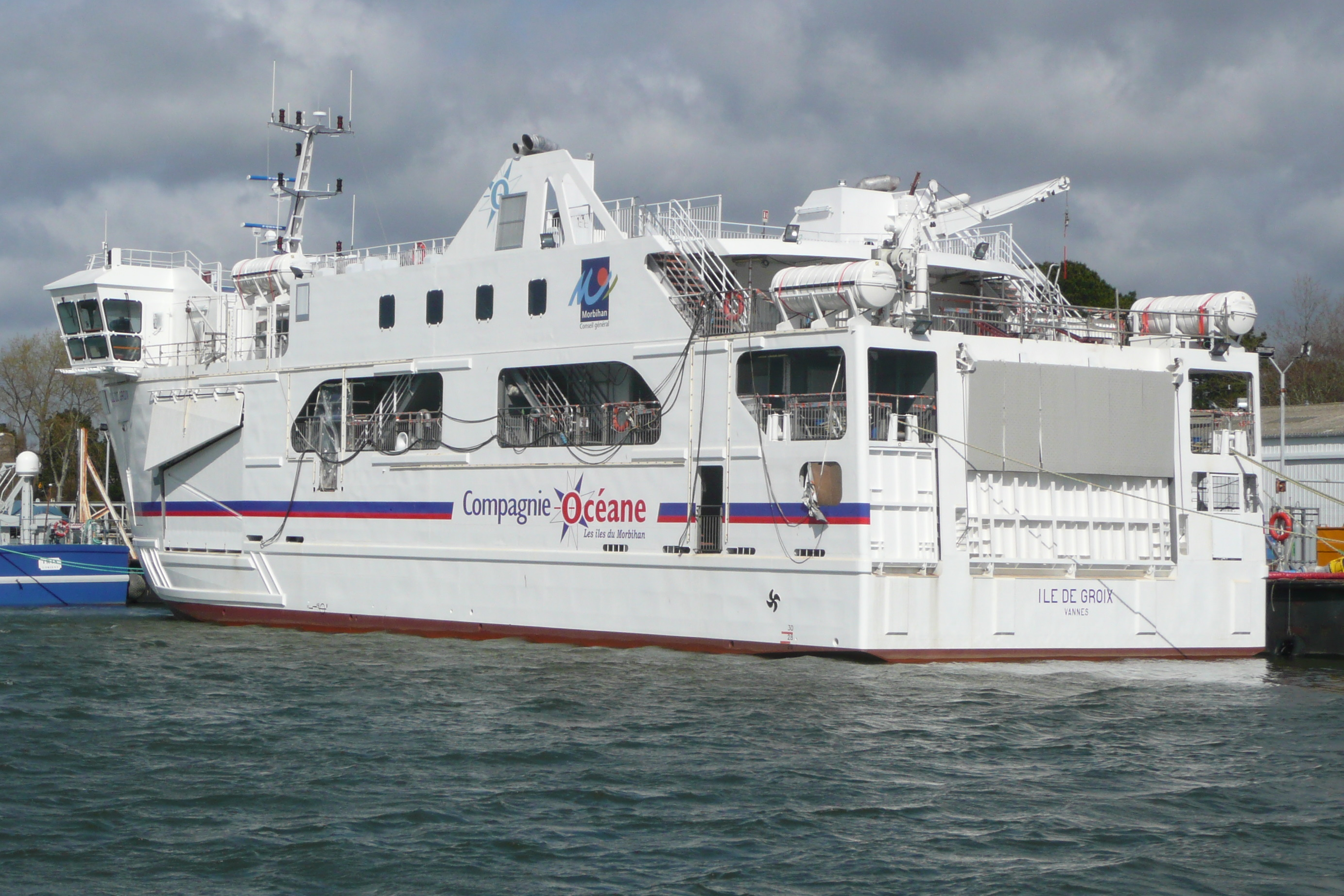
L'Île de Groix de 3⁄4 arrière au quai d'armement du Rohu
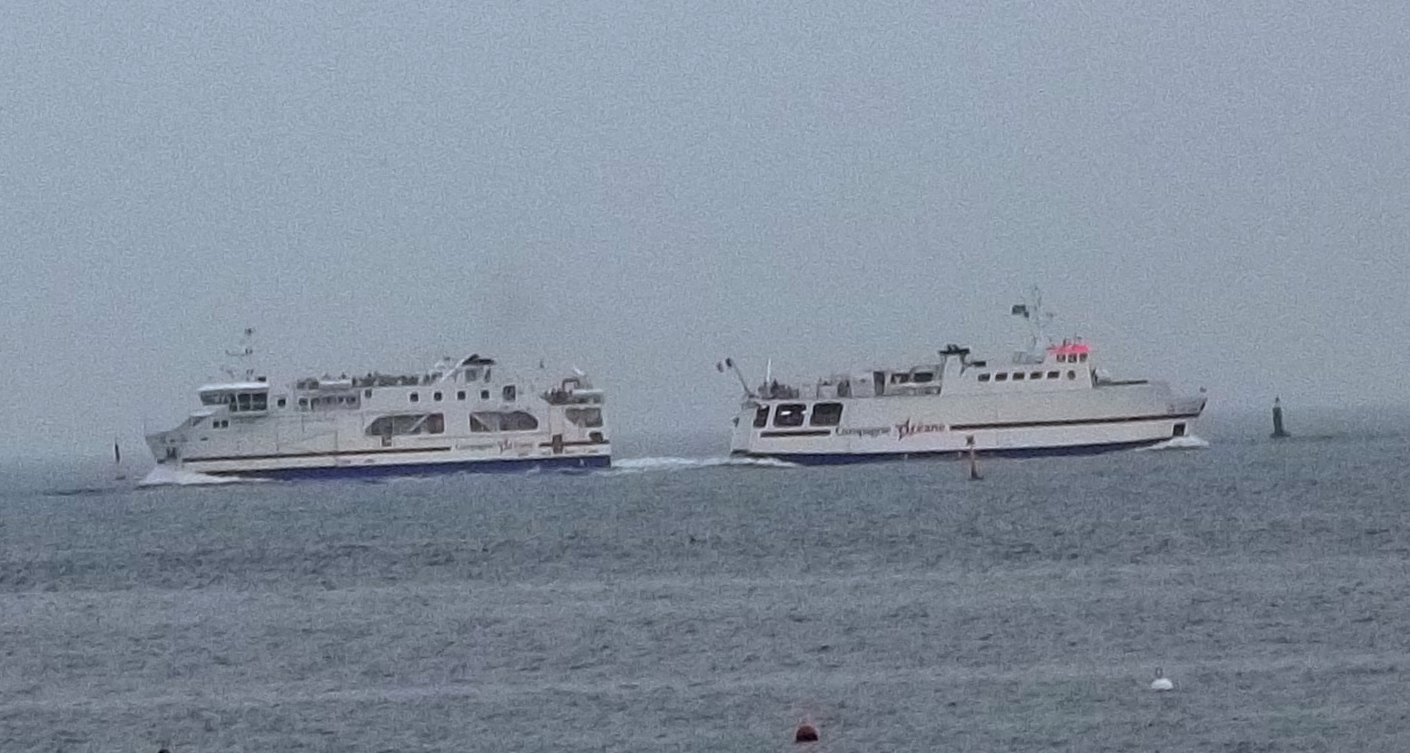
L’Île de Groix et le Saint-Tudy se croisant en rade de Lorient
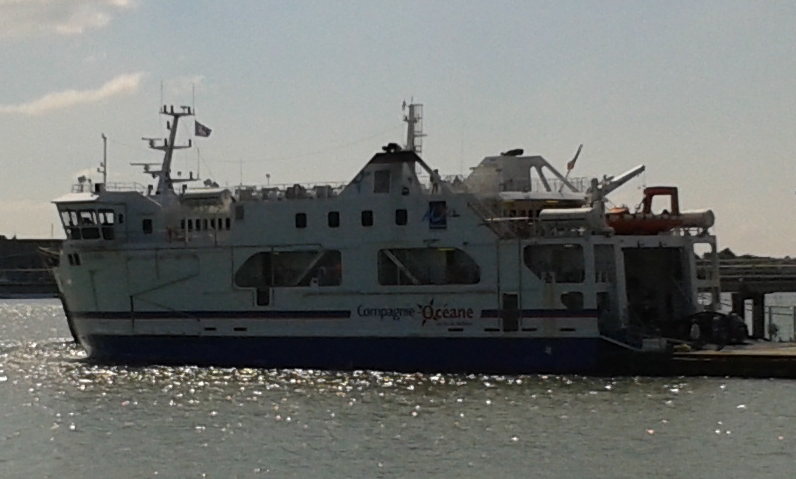
L’Île de Groix au ponton de la gare maritime de Lorient
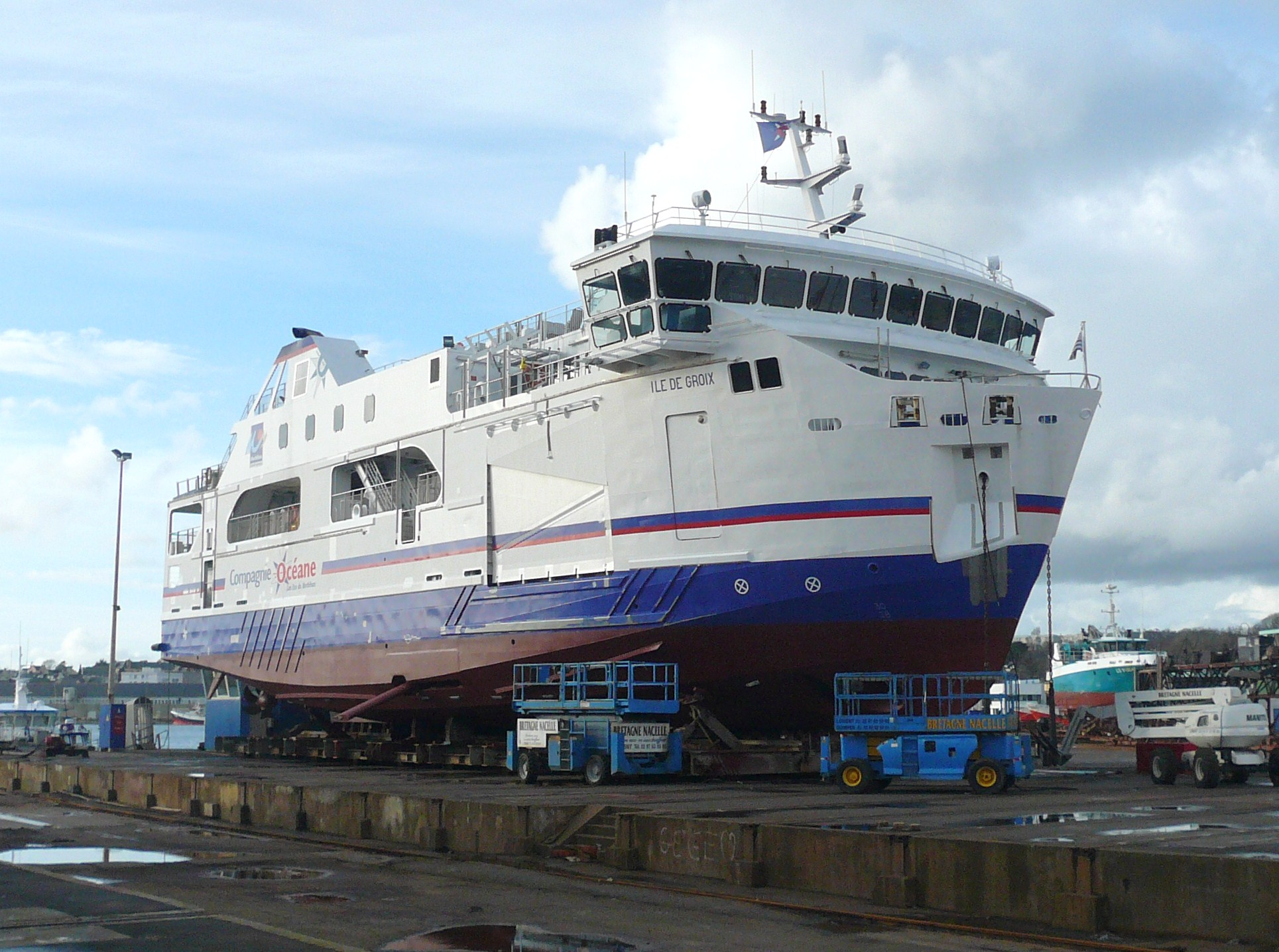
L'Île de Groix en carénage à Concarneau en 2014